# Diaea terrena
Diaea terrena es una especie de araña cangrejo del género Diaea, familia Thomisidae. Fue descrita científicamente por Dyal en 1935.

## Distribución
Esta especie se encuentra en Pakistan.